# Super Bowl XX
A Super Bowl XX az 1985-ös NFL-szezon döntője volt. A mérkőzést a New Orleans-i Louisiana Superdome-ban, Louisianában játszották 1986. január 26-án. A mérkőzést a Chicago Bears nyerte.

## A döntő résztvevői
A mérkőzés egyik résztvevője a Chicago Bears volt, amely az NFC első kiemeltjeként jutott a rájátszásba. Erőnyerőként a konferencia-elődöntőben kapcsolódott be a rájátszásban, ahol otthon a New York Giants ellen, majd a konferencia-döntőben szintén hazai pályán a Los Angeles Rams ellen győzött.
A másik résztvevő a New England Patriots volt, amely az alapszakaszban az AFC ötödik helyezettjeként került a rájátszásba. A wild card fordulóban a New York Jets-et legyőzve jutott tovább. A konferencia-elődöntőben ismét idegenben, a Los Angeles Raiders ellen nyert, majd a konferencia-döntőben újra idegenben a Miami Dolphinst ellen is.
Mindkét csapat először játszott a Super Bowlért, ilyen utoljára 1982-ben fordult elő.

## A mérkőzés
A mérkőzést fölényesen, 46–10-re a Chicago Bears nyerte, amely története első Super Bowl-címét szerezte. A legértékesebb játékos a Bears játékosa Richard Dent lett. A Bears 18–1-es mutatóval zárta a szezont, egyedül a Miami Dolphins ellen kaptak ki.
A Patriots bő két perc után megszerezte a vezetést egy mezőnygóllal, de ezt követően a Bears 13 pontot szerzett az 1. negyedben. A második és harmadik negyedben a Bears további 31 pontot szerzett, amivel gyakorlatilag eldöntötte a mérkőzést. Az utolsó negyedben A Patriots még szépíteni tudott, a Bears még szerzett 2 pontot. A Bears 46 elért pontja és a 36 pontos különbség ekkor Super Bowl-rekordnak számított.

| N | Idő   | Drive | Drive | Drive     | Csapat   | Play leírása                                                                               | Pont  | Pont     |
| N | Idő   | Play  | Yard  | Időtartam | Csapat   | Play leírása                                                                               | Bears | Patriots |
| - | ----- | ----- | ----- | --------- | -------- | ------------------------------------------------------------------------------------------ | ----- | -------- |
| 1 | 13:41 | 3     | 0     | 0:20      | Patriots | Mezőnygól. Tony Franklin 36 yardról.                                                       | 0     | 3        |
| 1 | 9:20  | 7     | 59    | 4:21      | Bears    | Mezőnygól. Kevin Butler 28 yardról.                                                        | 3     | 3        |
| 1 | 1:26  | 6     | 7     | 3:51      | Bears    | Mezőnygól. Kevin Butler 24 yardról.                                                        | 6     | 3        |
| 1 | 0:23  | 2     | 13    | 0:47      | Bears    | Touchdown. Matt Suhey 11 yardos futás. Kevin Butler jutalomrúgás.                          | 13    | 3        |
|   |       |       |       |           |          |                                                                                            |       |          |
| 2 | 7:24  | 10    | 59    | 6:37      | Bears    | Touchdown. Jim McMahon 2 yardos futás. Kevin Butler jutalomrúgás.                          | 20    | 3        |
| 2 | 0:00  | 10    | 72    | 2:58      | Bears    | Mezőnygól. Kevin Butler 24 yardról.                                                        | 23    | 3        |
|   |       |       |       |           |          |                                                                                            |       |          |
| 3 | 7:22  | 9     | 96    | 5:05      | Bears    | Touchdown. Jim McMahon 1 yardos futás. Kevin Butler jutalomrúgás.                          | 30    | 3        |
| 3 | 6:16  | –     | –     | –         | Bears    | Touchdown. Reggie Phillips 28 yardos interception visszahordás. Kevin Butler jutalomrúgás. | 37    | 3        |
| 3 | 3:22  | 6     | 37    | 2:21      | Bears    | Touchdown. William Perry 1 yardos futás. Kevin Butler jutalomrúgás.                        | 44    | 3        |
|   |       |       |       |           |          |                                                                                            |       |          |
| 4 | 13:14 | 12    | 76    | 5:08      | Patriots | Touchdown. Irving Fryar 8 yardos átadás Steve Grogantól. Tony Franklin jutalomrúgás.       | 44    | 10       |
| 4 | 5:36  | –     | –     | –         | Bears    | Safety. Steve Grogant földre vitték az end zone-ban.                                       | 46    | 10       |